# Lunca Merilor
Lunca Merilor – wieś w Rumunii, w okręgu Alba, w gminie Bistra. W 2011 roku liczyła 142 mieszkańców.